# Peperomia armadana
Peperomia armadana är en pepparväxtart som beskrevs av C. Dc.. Peperomia armadana ingår i släktet peperomior, och familjen pepparväxter. Inga underarter finns listade i Catalogue of Life.